# Страчатела (сир)
Страчатела (італ. Stracciatella di bufala, італійська вимова: [strattʃaˈtɛlla di ˈbuːfala]) — сир, що виробляється з молока італійських буйволиць в провінції Фоджа, розташованій в південній частині італійського регіону Апулія з використанням технології витягування (pasta filata) і подрібнення.

## Опис
Страчатела складається з дрібних клаптиків, звідси і назва, яка в італійській мові є зменшувальною формою від straccia («ганчірка» чи «клапоть»), що означає «маленький клаптик». Це сир зі свіжого кисломолочного сиру, білого кольору, виробляється цілорічно, проте вважається, що найліпшим він виходить в весняні та літні місяці. Страчатела незвичний тим, що стада буйволів та сири, приготовані з їхнього молока, набагато частіше зустрічаються на західному боці Апеннін — в Лаціо і Кампанії.
При змішуванні з густими вершками, страчатела також використовується для приготування сиру бурата (італійською «масляний») — це жирний сир з маслянистою текстурою, який постачається запакований разом з моцарелою і, як вважається, початково був створений на початку XX століття в Андрії на плато Мурджа. Тепер його виготовляють і за межами Італії, зокрема в США та Аргентині. Оскільки ні страчателла, ні буррата не зберігаються навіть в холодильнику, їх потрібно вжити швидко, поки вони ще м'які та свіжі.